# 이다 엘리세 브로크
이다 엘리세 브로크(노르웨이어: Ida Elise Broch, 1987년 6월 25일 ~ )는 노르웨이의 배우이다. 오슬로 출신으로 넷플릭스 최초의 노르웨이 드라마 《크리스마스에 집에 가려면》의 주인공 '요한네'로 출연하였다.